# سرگلن (دورنود)
شهرستان سِرگِلِن (به زبان مغولی: Сэргэлэн сум، [Sergelen sum]؛ ᠰᠡᠷᠭᠦᠯᠡᠩ ᠰᠤᠮᠤ، [sergüleŋ sumu]) یک شهرستان (سُوم) در مغولستان است که در استان دورنود واقع شده‌است. سرگلن ۴٬۱۶۹ کیلومتر مربع مساحت و ۲٬۰۶۴ نفر جمعیت دارد.

## تقسیمات اداری
شهرستان سرگلن متشکل از ۵ قصبه (باغ) می‌باشد، شامل:
- آرخولوی (مغولی: Архоолой баг، [Arxooloj bag]؛ ᠠᠷᠬᠠᠭᠤᠯᠠᠢ ᠪᠠᠭ، [arqaɣulai baɣ])
- اوچیرخوره (مغولی: Очир хүрээ баг، [Očir xüree bag]؛ ᠸᠴᠢᠷ ᠬᠦᠷᠢᠶ᠎ᠡ ᠪᠠᠭ، [wčir küriy-e baɣ])
- بارچین (مغولی: Барчин баг، [Barčin bag]؛ ᠪᠠᠷᠴᠢᠩ ᠪᠠᠭ، [barčiŋ baɣ])
- بایان (مغولی: Баян баг، [Bajan bag]؛ ᠪᠠᠶ᠋ᠠᠨ ᠪᠠᠭ، [bayan baɣ])
- غالین‌غول (مغولی: Галын гол баг، [Galyn gol bag]؛ ᠭᠠᠯ ᠤᠨ ᠭᠣᠤᠯ ᠪᠠᠭ، [ɣal-un ɣoul baɣ])